# Dreifrankenstein
Der Dreifrankenstein markiert jenen geographischen Punkt, an dem die drei fränkischen Regierungsbezirke Ober-, Mittel- und Unterfranken aneinanderstoßen.
Im Zuge der Gebietsreform von 1972 verschob sich der Grenzpunkt um sieben Kilometer Luftlinie nach Südosten. Heute sind beide Punkte durch Steine gekennzeichnet, die gemäß der Gültigkeit des markierten Punktes als alter und neuer Dreifrankenstein bezeichnet werden.

## Geschichte

### Alter Dreifrankenstein
Der alte Dreifrankenstein, gesetzt 1892, ist eine 135 cm hohe Säule aus Sandstein. Er befindet sich im Wald des Flurstücks Sandhügel, einige hundert Meter westlich von Kleinbirkach (Gemeindeteil des Marktes Ebrach) und östlich von Ebersbrunn (Markt Geiselwind, Unterfranken) in der Nähe des Quellgebietes der Reichen Ebrach. Seine geographischen Koordinaten lauten 49° 47′ 32,4″ N, 10° 28′ 1,3″ O.

### Neuer Dreifrankenstein

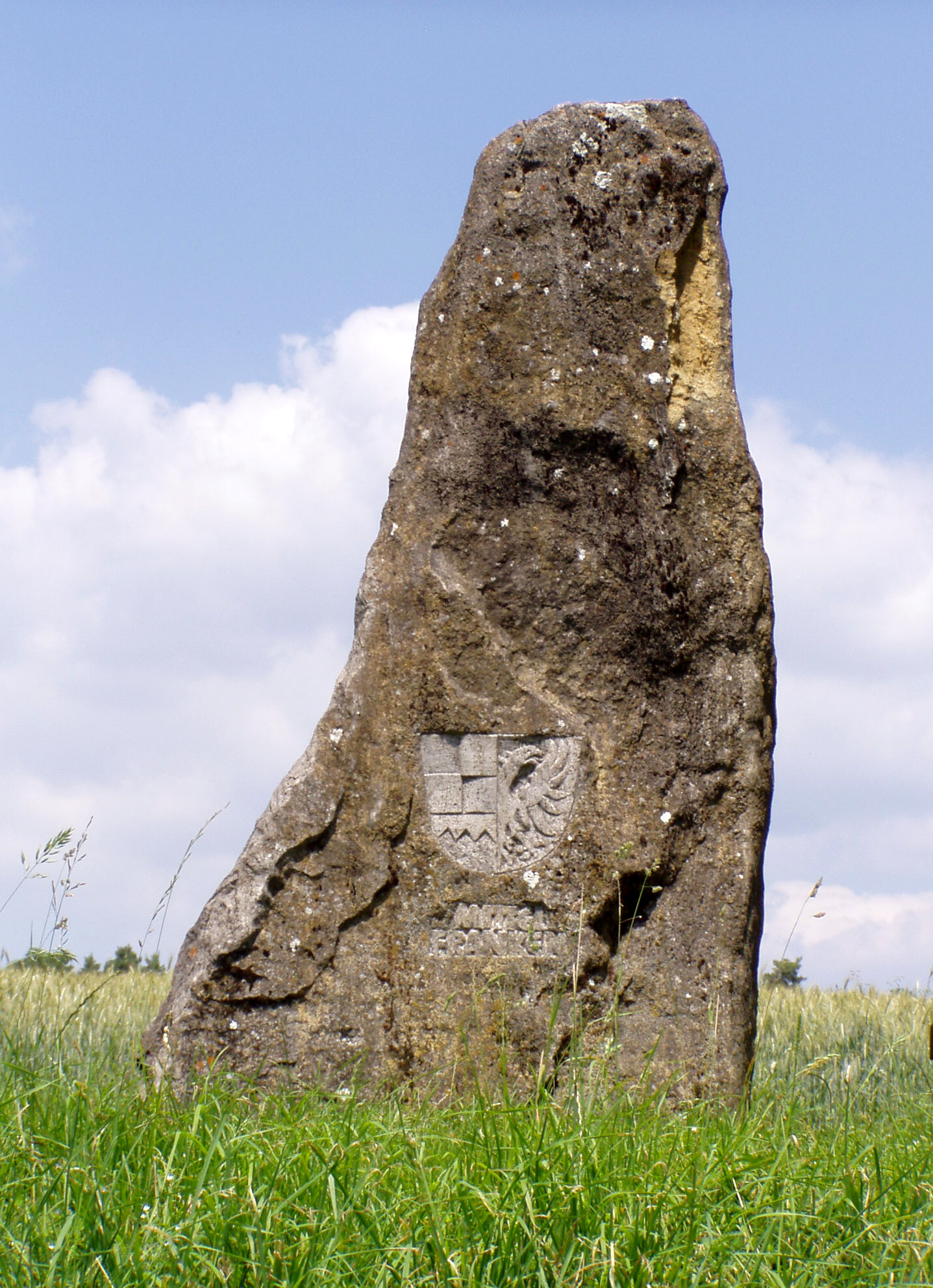
Der Neue Dreifrankenstein im Steigerwald, Gemarkung Schlüsselfeld, Wappen des Bezirks Mittelfranken

Der neue Dreifrankenstein, gesetzt 1979, ist ein 280 cm hoher Findling aus Muschelkalk, in den die Wappen der drei fränkischen Regierungsbezirke eingehauen sind. Das Gelände rund um den Dreifrankenstein wurde von 2011 bis 2013 völlig neu gestaltet und mit großflächigen Informationstafeln zu den drei fränkischen Bezirken und den angrenzenden Landkreisen versehen.
Der Stein befindet sich auf einer Anhöhe im Steigerwald, südwestlich von Heuchelheim (Gemarkung der Stadt Schlüsselfeld, Oberfranken), nordwestlich von Freihaslach (Markt Burghaslach, Mittelfranken) und östlich von Sixtenberg (Markt Geiselwind, Unterfranken).
Am Dreifrankenstein ist ein Geodätischer Referenzpunkt angebracht. Die geographischen Koordinaten dieses Referenzpunktes lauten 49° 45′ 20,4″ N, 10° 33′ 4″ O.
Am neuen Dreifrankenstein führt der Fränkische Marienweg vorbei.